# نستور سوبیات
نستور سوبیات (انگلیسی: Nestor Subiat؛ زادهٔ ۲۳ آوریل ۱۹۶۶) بازیکن فوتبال اهل سوئیس بود.
از باشگاه‌هایی که در آن بازی کرده‌است می‌توان به باشگاه فوتبال سن-اتین، باشگاه فوتبال لوگانو، باشگاه فوتبال لوتسرن، باشگاه فوتبال گراس‌هاپر زوریخ، باشگاه فوتبال استراسبورگ، و باشگاه فوتبال بازل اشاره کرد.
وی همچنین در تیم ملی فوتبال سوئیس بازی کرده‌است.